# 桜井聖
桜井 聖（さくらい ひじり、1970年8月7日 - ）は、日本の男優 。
東京都出身。ギュラ所属。
身長は175cm、バスト85cm、ウェスト75cm、ヒップ80cm、靴サイズ27cm。

## 出演

### テレビドラマ
- バカヤロー! 1999 ニッポン人の怒り爆裂「ユーモアって何だ」（1999年9月26日、日本テレビ）
- ママまっしぐら!（2000年、TBS）
- 億万長者と結婚する方法（2000年、日本テレビ）
- 鉄甲機ミカヅキ（2000年11月25日 - 2001年3月24日、フジテレビ）
- ギンザの恋 第2話（2002年1月14日、日本テレビ）
- 青き復讐の花（2002年9月19日、NHK BS2）
- 爆竜戦隊アバレンジャー 第27話（2003年8月31日、テレビ朝日） - アナウンサー 役
- 特命係長 只野仁 1stシーズン 第11話（2003年9月19日、テレビ朝日）
- 永遠の恋物語（2004年、テレビ朝日）
- 温泉(秘)大作戦 第1作〜星野さつきの事件簿〜（2004年2月21日、朝日放送）
- 夏樹静子サスペンス 日向夢子調停委員事件簿 第2作「見知らぬ夫」（2004年3月12日、フジテレビ）
- 外科医零子 第3作「ハートの時効」（2004年5月24日、テレビ朝日） - 前田刑事 役
- よい子の味方 第20話（2004年7月9日、TBS）
- 赤い霊柩車 第19作「見知らぬ招待客」（2004年10月8日、フジテレビ） - ハーブティーギフト店 店員 役
- 熱血シングル・ファザー〜新聞記者・新庄圭吾の事件ファイル〜（2004年10月29日、フジテレビ） - 教師 役
- 相棒 シリーズ（テレビ朝日）
  - season3 第12話（2005年1月26日）
  - season8 第7話（2009年12月2日） - 鈴村郁夫 役
  - season11 第19話（2013年3月20日） - 我孫子大 役
  - season17 第15話（2019年2月13日） - 三谷和弘 役
- こちら本池上署 第5シリーズ 第5話（2005年7月11日、TBS）
- 労働基準監督官 和倉真幸 働く人の味方です!（2005年7月15日、フジテレビ）
- 海猿 UMIZARU EVOLUTION 第3話（2005年7月19日、フジテレビ）
- 仮面ライダー響鬼 第31話（2005年9月11日、テレビ朝日）
- 世にも奇妙な物語（フジテレビ）
  - 〜2005秋の特別編〜「8分間」（2005年10月4日） - 梶原 役
  - ～2006秋の特別編～「部長OL」（2006年10月2日） - 下川課長
  - 〜2007春の特別編〜「回想電車」（2007年3月26日） - 山本 役
  - 〜2007秋の特別編〜「カウントダウン」（2007年10月2日）
  - '14秋の特別編「冷える」（2014年10月18日）

- アウトリミット（2005年10月10日、WOWOW）
- Ns'あおい 第1話 - 第4話（2006年1月10日 - 31日、フジテレビ） - 越路貴信 役
- さいごの約束（2006年4月4日、フジテレビ） - 富永康一 役
- ドラマコンプレックス 贅沢なお産（2006年5月30日、日本テレビ）
- 偽りの花園 第60話（2006年6月23日、フジテレビ）
- ドキュメンタリードラマ 昭和のホリエモン・落ちた偶像・光クラブ事件（2006年6月28日、日本テレビ）
- ダンドリ。 第2話（2006年7月18日、フジテレビ） - 協会係員 役
- 快感職人 第7話（2006年8月19日、テレビ朝日） - 水内 役
- 介護エトワール（2006年9月18日、NHK）
- 怨み屋本舗 第11話（2006年9月22日、テレビ東京）
- コブクロ オムニバスドラマ Million Films（2006年9月30日、テレビ朝日） - 堀田先生 役
- 役者魂! 第4話（2006年11月7日、フジテレビ）
- 水曜ミステリー9 顔のない女 久留島刑事の事件簿（2007年1月17日、テレビ東京）
- しにがみのバラッド。 第3話（2007年1月22日、テレビ東京） - 相馬一郎 役
- きらきら研修医 第3話（2007年1月25日、TBS）
- 今週、妻が浮気します 第3話（2007年1月30日、フジテレビ）
- Good Job〜グッジョブ（2007年3月26日 - 30日、NHK総合） - 原和典 役
- 花嫁とパパ 第11話（2007年6月19日、フジテレビ）
- 変装捜査官・麻生ゆき 第3作（2007年8月25日、テレビ朝日） - 華道「直江流」幹部 役
- 隠蔽捜査（2007年10月28日、テレビ朝日）
- 正しい王子のつくり方 第1話（2008年1月8日、テレビ東京） - 校長先生 役
- 白と黒 第7週 - 第9週・第12週（2008年8月18日 - 9月5日・22日 - 26日、東海テレビ・フジテレビ） - 榎本 役
- ケータイ捜査官7 第20話（2008年9月3日、テレビ東京） - 来宮貴志 役
- 松本清張生誕100年スペシャル・夜光の階段 第2話（2009年4月30日、テレビ朝日）
- 救急救命士・牧田さおり 第6作（2009年6月13日、テレビ朝日） - 工藤満男 役
- サラリーマン金太郎2 第4話（2010年1月29日、テレビ朝日） - 平野川旬 役
- 佐賀のがばいばあちゃん パート2（2010年2月20日、フジテレビ） - 板東 役
- やまない雨はない（2010年3月6日、テレビ朝日）
- チェイス〜国税査察官〜 第2回（2010年4月24日、NHK）
- タンブリング 第3話（2010年5月1日、TBS） - 日暮里克之 役
- 交渉人 遠野麻衣子・最後の事件（2010年6月26日、テレビ朝日） - 守屋警部補 役
- 明日の光をつかめ 第2週（2010年7月12日 - 16日、東海テレビ・フジテレビ） - 坂田一樹 役
- 嬢王3〜Special Edition〜 第1話（2010年10月8日、テレビ東京）
- フリーター、家を買う。 第1話（2010年10月19日、フジテレビ） - 面接官 役
- ギルティ 悪魔と契約した女 第4話・第5話（2010年11月2日・9日、関西テレビ・フジテレビ） - 堀陽介 役
- Q10 第4話（2010年11月6日、日本テレビ）
- ストロベリーナイト（2010年11月13日、フジテレビ）
- ナサケの女〜国税局査察官〜 第6話（2010年11月25日、テレビ朝日）
- CONTROL〜犯罪心理捜査〜（2011年1月11日 - 3月22日、フジテレビ） - 川崎洋樹 役
- 冬のサクラ（2011年1月16日 - 3月20日、TBS） - 山田裕之 役（セミレギュラー）
- 外交官 黒田康作 第2話（2011年1月20日、フジテレビ） - 東京入国管理局の職員 役
- ビート（2011年2月13日、WOWOW）
- 名前をなくした女神 第8話（2011年5月31日、フジテレビ） - 教職員 役
- 鈴木先生 第7話（2011年6月6日、テレビ東京） - 丸山康子の父 役
- 美男ですね（2011年7月15日 - 9月23日、TBS） - 橘啓介 役（セミレギュラー）
- それでも、生きてゆく 第3話（2011年7月21日、フジテレビ） - 平田 役
- 華和家の四姉妹 第7話（2011年8月21日、TBS）
- アンフェア the special〜ダブル・ミーニング 二重定義〜（2011年9月23日、フジテレビ） - 水野義之 役
- 使命と魂のリミット（2011年11月5日・12日、NHK） - 児玉警部補 役
- 早海さんと呼ばれる日（2012年1月15日 - 3月18日、フジテレビ） - 小津店長 役（セミレギュラー）
- ぼくの夏休み（2012年7月2日 - 8月31日、東海テレビ・フジテレビ） - 畠山喜代志 役（セミレギュラー）
- MONSTERS 第4話（2012年11月11日、TBS） - 小林勉 役
- そこをなんとか 第5回（2012年11月18日、NHK BSプレミアム） - 医師 役
- 報道ドラマ 生きろ 〜戦場に残した伝言〜（2013年8月7日、TBS） - 伊場信一 役
- よろず占い処 陰陽屋へようこそ 第3話（2013年10月22日、関西テレビ・フジテレビ） - 奥野和宏 役
- 緊急取調室（テレビ朝日） - 松本刑事 役[注 1][注 2]
  - シーズン1 第1話 - 第6話・最終話（2014年1月9日 - 2月20日・3月13日）
  - シーズン3 第4話（2019年5月2日）
  - シーズン4 第1話・第3話・第6話 - 第8話（2021年7月8日・22日・8月26日 - 9月9日）
  - ドラマスペシャル2「特別招集2022〜8億円のお年玉〜」（2022年1月3日）
- 僕のいた時間（2014年1月8日 - 3月19日、フジテレビ） - 本郷恵の父 役（セミレギュラー）
- 拝啓 色川先生（2014年3月2日、NHK BSプレミアム） - 加藤 役
- 夜のせんせい 第9話（2014年3月14日、TBS） - 村瀬 役
- BORDER 警視庁捜査一課殺人犯捜査第4係 第3話（2014年4月24日、テレビ朝日） - 鎌田 役
- ブラック・プレジデント 第10話（2014年6月10日、フジテレビ） - 川島医師 役
- ほっとけない魔女たち 第2話・第6話・第10話（2014年9月2日・8日・12日、東海テレビ・フジテレビ） - 山中弁護士 役
- 女請負人〜仕掛けられた女の罠〜（2014年9月12日、フジテレビ） - 板橋純也 役
- 最強のオンナ（2014年10月5日、毎日放送・TBS） - 松原 役
- SAKURA〜事件を聞く女〜 第1話（2014年10月20日、TBS） - 徳山周平 役
- Nのために 第3話（2014年10月31日、TBS） - 柴田医師 役
- ゴーストライター 第2話（2015年1月20日、フジテレビ） - 原口誠治 役
- マザー・ゲーム〜彼女たちの階級〜（2015年4月14日 - 6月16日、TBS） - 矢野正輝 役
- リスクの神様 第5話（2015年8月12日、フジテレビ） - 袴田明 役
- しんがり 山一證券 最後の12人（2015年9月20日 - 10月25日、WOWOW） - 石田貴志 役（セミレギュラー）
- 結婚式の前日に 第1話（2015年10月13日、TBS） - 小宮山医師 役
- 無痛～診える眼～ 第2話（2015年10月14日、フジテレビ） - 佐々木浩太 役
- 偽装の夫婦 第5話（2015年11月4日、日本テレビ） - 名波幸司 役
- アンダーウェア（2015年11月13日 - 12月5日、フジテレビ） - 竹内憲久 役
- 掟上今日子の備忘録 第6話（2015年11月14日、日本テレビ） - 司書 役
- AKBホラーナイト アドレナリンの夜 第21話「おねえちゃん」（2015年12月17日、テレビ朝日）
- 警視庁機動捜査隊216 第5作「まだ見ぬ夜明け」（2015年12月21日、TBS） - 河原剛一 役
- ヒガンバナ〜警視庁捜査七課〜 第2話（2016年1月20日、日本テレビ） - 宝田真一 役
- 家族ノカタチ 第5話（2016年2月14日、TBS） - 川村久 役
- 松本清張ドラマスペシャル 黒い樹海（2016年3月13日、テレビ朝日） - 大島卯介 役
- ゆとりですがなにか 第2話（2016年4月24日、日本テレビ） - 江口課長 役
- 世界一難しい恋 第6話（2016年5月18日、日本テレビ）
- 沈まぬ太陽 第5話（2016年6月5日、WOWOW） - 辺見支局長 役
- HOPE〜期待ゼロの新入社員〜（2016年7月17日 - 9月18日、フジテレビ） - 塩田聡 役（セミレギュラー）
- 家売るオンナ 第7話（2016年8月24日、日本テレビ） - 大川 役
- 砂の塔〜知りすぎた隣人（2016年10月14日 - 12月16日、TBS） - 刑事 役（セミレギュラー）
- 家政夫のミタゾノ 第5話（2016年11月18日、テレビ朝日） - 安藤隆利 役
- 奪い愛、冬（2017年1月23日 - 3月3日、テレビ朝日） - 医者 役（セミレギュラー）
- 大貧乏 第10話（2017年3月12日、フジテレビ）
- CRISIS 公安機動捜査隊特捜班（2017年4月10日、関西テレビ・フジテレビ） - 鳥越 役
- リバース（2017年4月14日 - 6月16日、TBS） - 種田副校長 役（セミレギュラー）
- 愛してたって、秘密はある。（2017年7月16日 - 9月17日、日本テレビ） - 宮島英治 役
- ブランケット・キャッツ 最終話（2017年8月4日、NHK総合） - 小宮山賢一 役
- 黒革の手帖 第4話（2017年8月10日、テレビ朝日） - 安島の運動員 役
- オバチャン保険調査員 赤宮楓のマル秘事件簿（2017年8月21日、MBS・TBS） - 西原貴史 役
- 奥様は、取り扱い注意 第2話（2017年10月11日、日本テレビ） - 落合貞之 役
- 監獄のお姫さま 第2話（2017年10月24日、TBS） - 宇田川医師 役
- 白日の鴉（2018年1月11日、テレビ朝日） - 須本直樹 役
- BG～身辺警護人～（2018年1月18日 - 3月15日、テレビ朝日） - 坂上秘書 役
- アンナチュラル 第7話（2018年2月23日、TBS） - 教頭 役
- 崖っぷちホテル! 第7話（2018年5月27日、日本テレビ） - 男性客 役
- 透明なゆりかご 第3話（2018年8月3日、NHK総合） - 上村医師 役
- 健康で文化的な最低限度の生活 第4話（2018年8月7日、関西テレビ・フジテレビ） - 精神科医師 役
- 僕とシッポと神楽坂 第5話（2018年11月9日、テレビ朝日） - 大沢伸明 役
- 主婦カツ! 第7話（2018年11月18日、NHK BSプレミアム） - 牧原俊彦 役
- 中学聖日記 最終話（2018年12月18日、TBS） - 磯貝俊 役
- イノセンス 冤罪弁護士 第3話（2019年2月2日、日本テレビ） - 洲本篤 役
- 3年A組-今から皆さんは、人質です- 第6話（2019年2月10日、日本テレビ） - 医師 役
- やすらぎの刻〜道（2019年、テレビ朝日） - 伊吹プロデューサー 役
- 集団左遷!! 第2話（2019年4月28日、TBS） - 鷹谷真一 役
- リーガル・ハート 〜いのちの再建弁護士〜 第1話（2019年7月22日、テレビ東京） - 久保田 役
- 警視庁ゼロ係～生活安全課なんでも相談室～ SEASON4 第4話（2019年8月9日、テレビ東京） - 根元宏 役
- まだ結婚できない男 第3話（2019年10月22日、関西テレビ・フジテレビ） - 木村刑事 役
- ニッポンノワール-刑事Yの反乱- 第3話（2019年10月27日、日本テレビ） - 照井施設長 役
- 絶対零度〜未然犯罪潜入捜査〜 Season2 第2話（2020年1月13日、フジテレビ） - 時田守 役
- 未解決の女 警視庁文書捜査官 Season2 第6話・最終話（2020年9月10日・17日、テレビ朝日） - 釘本洋介 役
- さくらの親子丼 第3シリーズ 第5話・第6話・第9話（2020年11月14日・21日・12月12日、東海テレビ） - 医師 役
- 七人の秘書 第5話（2020年11月19日、テレビ朝日） - 都知事の男性秘書 役
- 恋する母たち 最終話（2020年12月18日、TBS） - 興信所所長 役
- 天国と地獄〜サイコな2人〜 第1話（2021年1月17日、TBS）
- 桜の塔 第1話・第2話・最終話（2021年4月15日・22日・6月10日、テレビ朝日） - 屋敷武雄 役
- 着飾る恋には理由があって 第1話・第6話（2021年4月20日・5月25日、TBS） - 島里 役
- ドラマ「家、ついて行ってイイですか?」 第1話（2021年8月7日、テレビ東京） - 下島 役
- TOKYO MER〜走る緊急救命室〜 最終話（2021年9月12日、TBS） - 大橋 役
- 婚姻届に判を捺しただけですが 第1話（2021年10月19日、TBS） - 医師 役
- 内田康夫サスペンス 浅見光彦 軽井沢殺人事件（2022年2月28日、テレビ東京） - 島智弘 役
- 17才の帝国 第3話（2022年5月21日、NHK総合）
- 金田一少年の事件簿 第7話「金田一少年の殺人」（2022年6月12日、日本テレビ） - 前田医師 役
- オクトー 〜感情捜査官 心野朱梨〜 第5話（2022年8月4日、読売テレビ・日本テレビ） ‐ 鐘井雅彦弁護士 役
- 石子と羽男-そんなコトで訴えます?- 第8話 - 最終話（2022年9月2日 - 16日、TBS） - 嵯峨根刑事 役
- ばらかもん 第9話（2023年9月6日、フジテレビ） - 尾崎義正 役
- コタツがない家 第1話（2023年10月18日、日本テレビ） - 土田警部補 役
- きのう何食べた? Season2 第8話（2023年11月25日、テレビ東京） - 北林盛綱 役
- 院内警察 第3話（2024年1月26日、フジテレビ） - 村松伸夫 役
- 9ボーダー 第2話・第4話・第6話 - 第8話（2024年4月26日・5月10日・24日 - 6月7日、TBS） - 河村保 役
- GO HOME〜警視庁身元不明人相談室〜 第4話（2024年8月3日、日本テレビ） - 葉山義彦 役[2]
- 嗤う淑女 第5話（2024年8月24日、東海テレビ・フジテレビ系） - 二森丈太郎 役[3]
- 海に眠るダイヤモンド（2024年） - 森基人 役
- ザ・トラベルナース 第2シリーズ 第6話（2024年11月28日、テレビ朝日） - 宮内拓巳 役
- モンスター 最終話（2024年12月23日、関西テレビ・フジテレビ） - 武内道彦 役[4]
- 御曹司に恋はムズすぎる（2025年2025年1月7日 - 3月25日、関西テレビ・フジテレビ） - 遠藤小助 役[5]
- 誘拐の日 第7話（2025年8月19日、テレビ朝日） - 児童養護施設の牧師 役

### 映画
- 凶犯（1999年）
- 突破者太陽傅（2000年）
- 笑の大学（2004年）
- CASSHERN（2004年）
- 亡国のイージス（2005年） - 吉田船務士 役
- 電車男（2005年） - 車掌 役
- ローレライ（2005年)
- JAPONICA VIRUS（2006年） - 島田八十助 役
- イヌゴエ（2006年） - 諸角幸吉 役
- 妖怪奇談（2007年） - 北島 役
- HERO（2007年）
- ALWAYS 続・三丁目の夕日（2007年）
- ネコナデ（2008年） - 鈴木一郎 役
- ザ・マジックアワー（2008年）
- 252 生存者あり（2008年）
- 感染列島（2009年）
- 空気人形（2009年）
- 酔いがさめたら、うちに帰ろう。（2010年） - 金田 役
- 桐島、部活やめるってよ（2012年） - 担任 役

### Vシネマ
- 覗かれた人妻 夫がいない昼下がりの若義母
- 死者の体育祭 人妻喪服運動会

### CM
- MicrosoftWindowsVista Moment of WOW 編
- キリンビール ビールとの出会い 編（2007年）
  - 共演者：さいとう恵介、八田純、堀和哉、山口かいち、田中萌、弓あきら、田中尚貴、芳賀勇一、宮部詔太郎、江口より子、岩本美佑紀、結城かな
- サニクリーン 唄うパパ 編
- メガネストアー 矢作店員 編
- 中国電力 2006オール電化 篇
- T-FAL 電気ケトル 編
- 山崎製パン 2006・クリスマスケーキ 篇」
- みずほ銀行 住宅ローン 篇・私がオバサンになっても1,2
- 九州電力 オール電化マンション 篇/キレイ・ライフ オール電化マンション 篇
- SONY PSP サラリーマン神輿 篇
- 武田薬品 アリナミンEX もんでほしい 篇
- 松下電工 愛する我が家キュビオスSR 篇
- ポッカキレートレモン レモンUFO 篇
- 日本テレコム 近未来 篇
- アリコジャパン ばつちりたよれる終身医療保険
- SONY プレイステーション2 ラチェット&クランク3
- キヤノン イメージランナー
- NTTドコモ パパの買い物 篇
- サッポロビール のみごたえ 生 自転車 篇
- テレビ朝日 - オトナって、なんだろう?
- 日産 ミニバン
- サントリー モルツ
- 三菱電機 - セパサイクロン
- ヤマサ醤油 昆布つゆ
- 日本コカコーラ - ウォーターサラダ[6]
- ほのぼのレイク
- 東京電力
- 花王 アタックギフト

### 舞台
- 世界はそのときひそかに輝く ―さよならおとうさん―
- 面接の達人
- ぼうふら
- 心は孤独なアトム
- 竜二〜お父さんの遺した映画〜
- 蒲田行進曲
- 映像都市〜チネチッタ〜
- 路地裏の優しい猫
- カノン
- 悲しき天使
- クラヤミノレクイエム
- 青空のメロディー